# Jean Paul Ertel
Jean Paul Ertel, född 22 januari 1865 i Posen, död 11 februari 1933 i Berlin, var en tysk tonsättare.
Ertel var elev till Franz Liszt och verkade som musikkritiker och musiklärare i Berlin. Han skrev flera symfoniska dikter, en symfoni, två stråkkvartetter, en violinsonat, en svit för violin och piano samt två operor.
Ertel var 1897-1905 redaktör för Deutsche Musikerzeitung.

## Verk
- Maria Stuart, symfonisk dikt
- Der Mensch, symfonisk dikt
- Die nächtliche Heerschau, symfonisk dikt
- Hero und Leander, symfonisk dikt
- Pompeji, symfonisk dikt
- Harald-Sinfonie, symfoni